# Stazione di Riccione

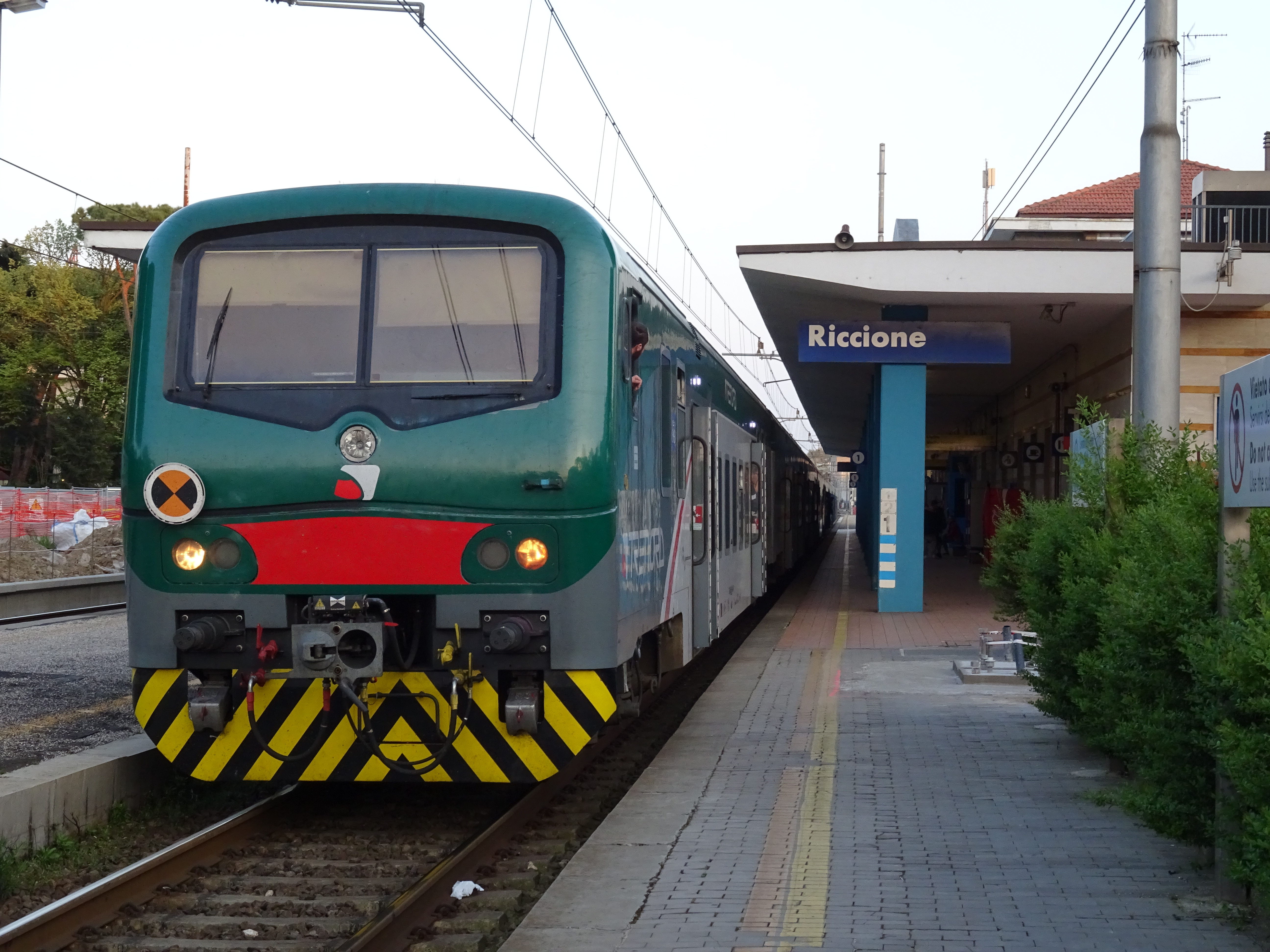
La stazione durante i lavori di ristrutturazione

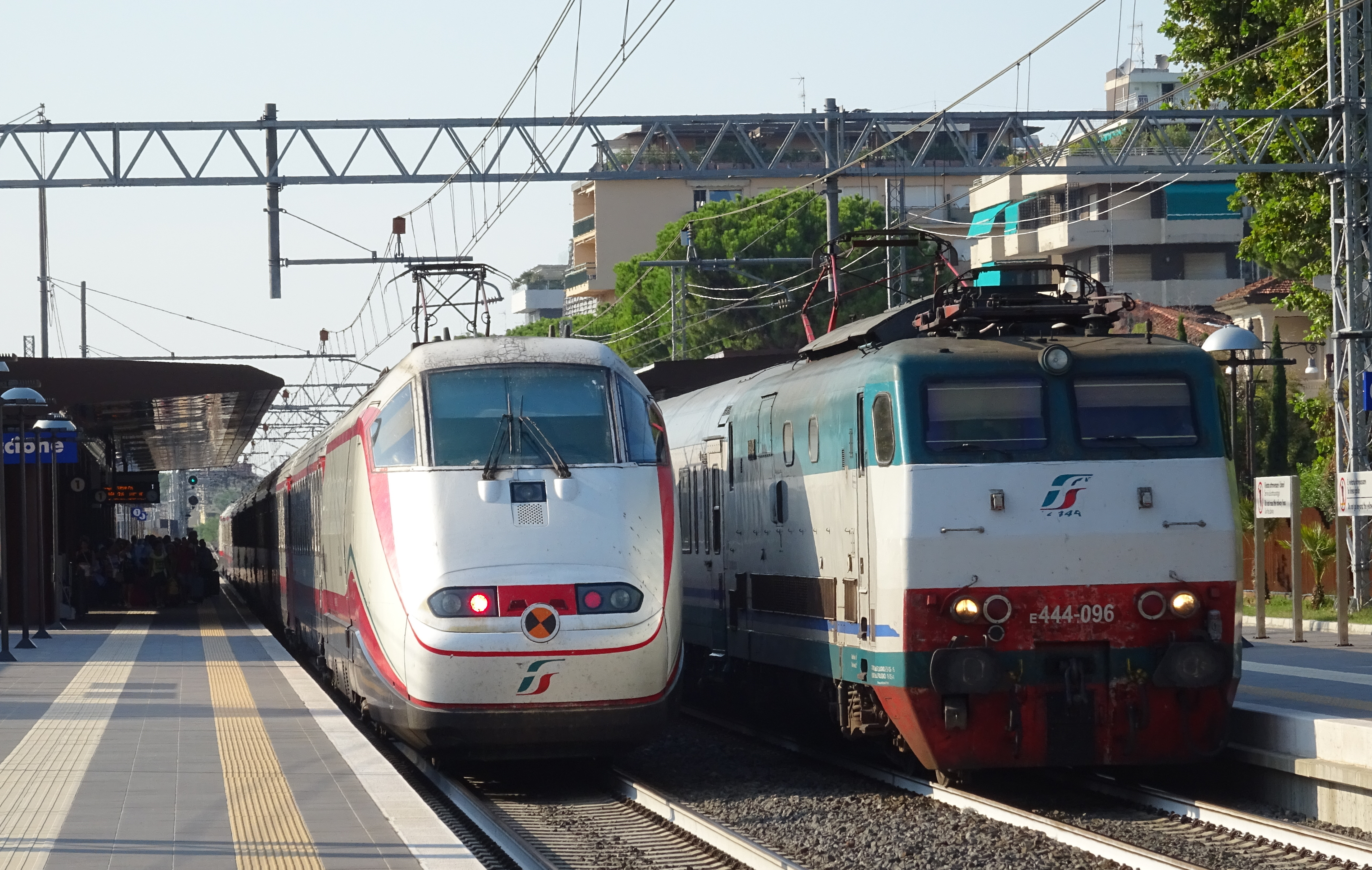
Un IC ed un FB si incrociano nella stazione completata nella primavera 2018

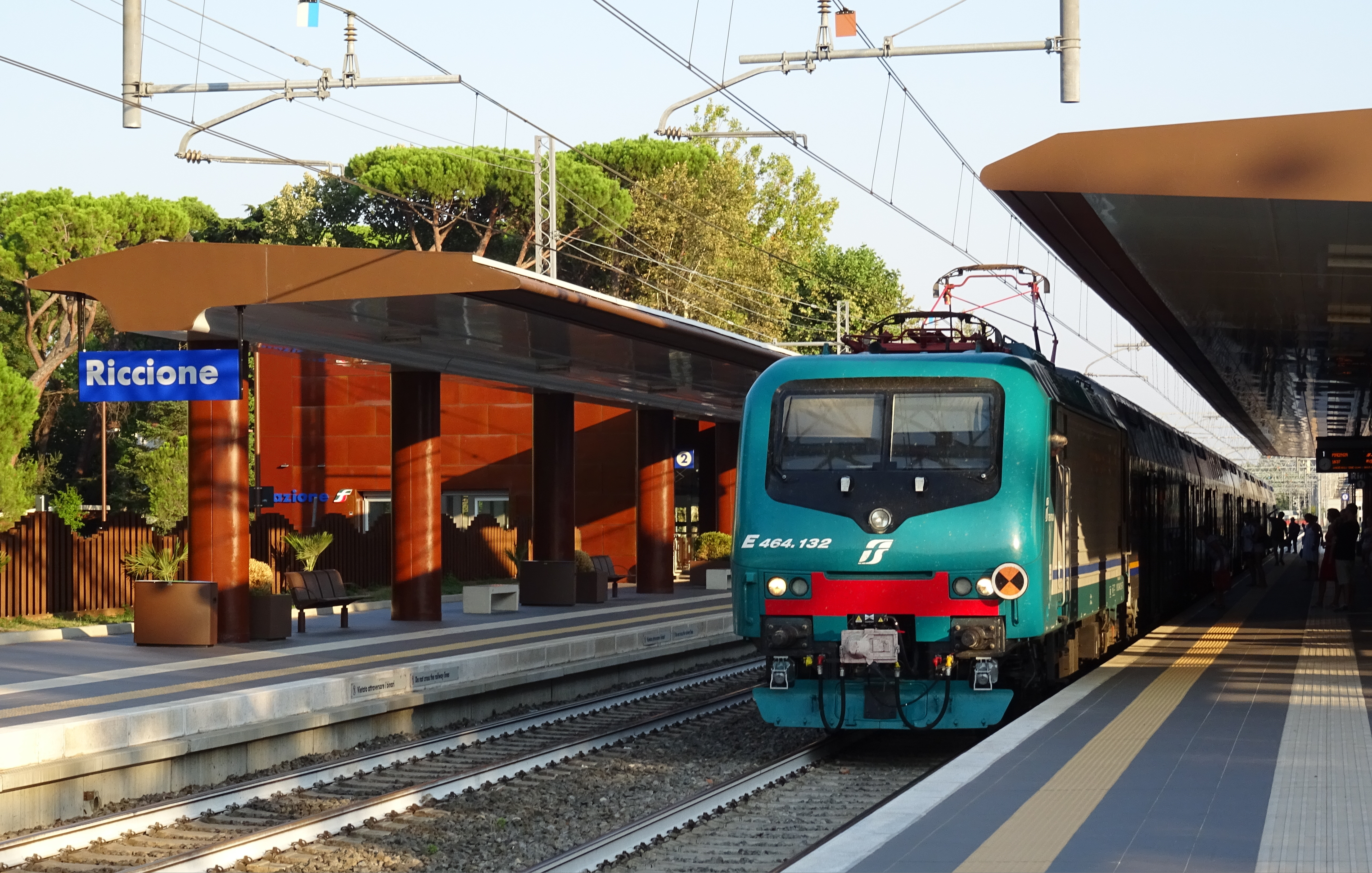
Uno scatto dell'attuale stazione di Riccione, dopo i lavori di riqualificazione.

La stazione di Riccione è una stazione ferroviaria situata sulla linea Bologna-Ancona, nel comune di Riccione.

## Impianti
Il fabbricato viaggiatori e il piano binari hanno subito una radicale ristrutturazione nella seconda metà degli anni 2010.
Se nel 2014 la stazione di Riccione contava tre binari (due in corretto tracciato con la ferrovia Bologna-Ancona e uno di precedenza), al 2022 ne conta due (più deposito per mezzi d'opera e sottostazione elettrica ferroviaria posta sul lato sud).
I lavori hanno interessato anche i due fabbricati viaggiatori, posti l'uno sul binario 1 e l'altro sull'attuale binario 2.
Gli interventi sui fabbricati viaggiatori hanno comportato la demolizione della vecchia tettoia del sottopasso lato piazza Vittorio Veneto, e la costruzione di un edificio ex novo in acciaio e vetro, riportante il nome della stazione a caratteri cubitali. Le pensiline dei marciapiedi di stazione sono state demolite e ricostruite seguendo lo stesso criterio del sopracitato Fabbricato Viaggiatori.
Per quanto riguarda il resto della stazione il cambiamento più vistoso è reso dai pannelli in acciaio inox, colorati di marrone "cioccolato", che rivestono nella sua interezza il fabbricato viaggiatori.
La biglietteria e la sala di attesa sono state ammodernate e allargate anche all'ex ufficio Polfer, restituendo così un ambiente più ampio ai viaggiatori.
I marciapiedi di stazione sono stati elevati all'altezza standard di 55 cm e dotate di ascensori; l'illuminazione avviene con lampioni a led.
Alla stazione ferroviaria sono affiancati gli stalli per i taxi, una fermata per autobus, parcheggi gratuiti e a disco orario e il capolinea del Metromare, il servizio di autobus a transito rapido che collega Riccione a Rimini.

## Movimento
La stazione è servita da treni regionali svolti da Trenitalia Tper nell'ambito del contratto di servizio stipulato con la regione Emilia-Romagna, e da Trenitalia nell'ambito del contratto di servizio stipulato con la regione Marche.
Per quanto riguarda la lunga percorrenza, Riccione è servita da treni InterCity e Frecciarossa di Trenitalia.
A novembre 2019, la stazione risultava frequentata da un traffico giornaliero medio di circa 1831 persone (909 saliti + 923 discesi).

## Servizi
La stazione, che RFI classifica nella categoria silver, dispone di:
- Biglietteria
- Bar
- Servizi igienici a pagamento
- Ascensori